# Кузьмина, Светлана Валентиновна
Светлана Валентиновна Кузьмина (род. 18 июня 1969, Новокуйбышевск) — советская пловчиха, многократная чемпионка СССР, победительница IX летней Спартакиады народов СССР (1986), двукратный призёр чемпионатов Европы (1985, 1987), участница Олимпийских игр (1988). Мастер спорта СССР международного класса (1984).

## Биография
Светлана Кузьмина родилась 18 июня 1969 года в Новокуйбышевске. Начала заниматься плаванием в возрасте 8 лет у Николая Белова. В дальнейшем в разные годы тренировалась под руководством Александра Чурикова, Бориса Зенова и Леонида Шишкарёва.
Специализировалась в плавании брассом. В период с середины 1980-х и до начала 1990-х годов была многократной победительницей и призёром чемпионатов СССР, входила в состав сборной страны на крупнейших международных соревнованиях. В 1985 году выиграла серебряную медаль чемпионата Европы в комбинированной эстафете, в 1987 году стала бронзовым призёром чемпионата Европы на дистанции 200 метров, в 1988 году участвовала в Олимпийских играх в Сеуле.
В 1992 году завершила свою спортивную карьеру. В 1995 году окончила Самарский государственный педагогический университет. С 2000 года занимается тренерской деятельностью в самарской СШОР №8, с 2013 года является её директором.